# Ventanillas de Otuzco
Les Ventanillas de Otuzco est un site archéologique péruvien situé  à 8 km au nord-ouest de la ville de Cajamarca, capitale de la province éponyme dans le district de Los Baños del Inca. Le nom du site vient de l'espagnol ventanillas qui signifie fenêtres.  
Les archéologues estiment sa période d'utilisation de 50 av. J.-C. à 500, soit un peu avant et pendant la culture Moche. 
Le site, d'une superficie de 4 000 m2, est situé sur des roches volcaniques. Les cryptes, taillées à même le rocher, avaient une fonction funéraire. On peut distinguer deux types de tombes, celles simples qui donnent directement sur l'extérieur et celles multiples qui débouche sur un couloir. A Otuzco, un couloir donne accès à 14 tombes différentes. Les ouvertures sur l'extérieur étaient fermé par une dalle. Avec la perte de ces dalles, l'érosion des tombes s'est accélérée. 
Le site archéologique a été étudié par plusieurs archéologues. Parmi eux, Julio Tello y a notamment découvert des ossements humains, lors de son expédition le long du Marañon en 1937. Par la suite, Henri Reichlen a également travaillé sur ce site, comme en témoignent ses photographies conservées au Musée du quai Branly - Jacques Chirac.

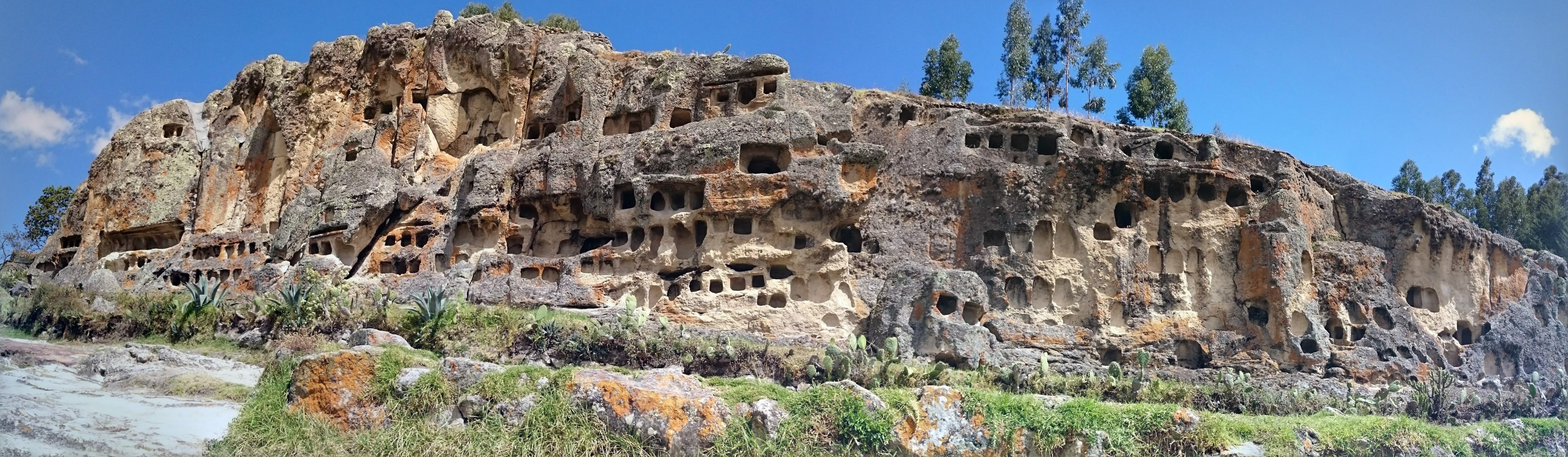
Vue panoramique du site.

Le site ne doit pas être confondu avec la ville de Otuzco, autre ville péruvienne, chef-lieu de la province d’Otuzco dans le département de La Libertad.